# Jaime Posada Díaz
Jaime Luis Posada Díaz (El Socorro, Santander, 18 de diciembre de 1924-Bogotá, 2 de julio de 2019) fue un político y escritor colombiano, quien sirvió como Ministro de Educación de ese país y Gobernador de Cundinamarca.
Miembro del Partido Liberal Colombiano, también fue director de la Academia Colombiana de la Lengua. Su hijo Roberto Posada García-Peña fue un destacado periodista.

## Biografía

### Inicios
Tras cursar el bachillerato muestra inclinación por la escritura, creando en 1943 el semanario El Estudiante junto a Carlos J. Villar Borda. Jaime Posada Díaz no poseía título universitario real conocido.

### Carrera política
A lo largo de su larga carrera pública, Posada Díaz desempeñó diferentes cargos. Primero, fue Secretario del político y escritor Germán Arciniegas durante su gestión como Ministro de Educación, así como Secretario del presidente Eduardo Santos.
Posteriormente, pasó al Congreso, dónde fue Representante a la Cámara y Senador. Durante el Gobierno de Alberto Lleras Camargo, fue Ministro de Educación Nacional entre el 1 de septiembre de 1961 y el 7 de agosto de 1962. Se dice que fue el promotor de la reforma educativa de Rudolph P. Atcon también conocida como "plan Atcon".
Durante el Gobierno de Belisario Betancur fue gobernador de Cundinamarca, entre el 25 de agosto de 1987 y el 3 de septiembre de 1990.
Tuvo cargos en el servicio diplomático como Embajador de Colombia en Argentina, Secretario de Educación, Ciencia y Cultura de la Organización de los Estados Americanos y Embajador en Misión Especial ante la Alianza para el Progreso, en Washington.

### Docencia
Fue miembro fundador de la Asociación Colombiana de Universidades y de la Universidad de América, institución de la que fue Rector y Presidente Institucional desde su Fundación y hasta 2019. Catalogada como una de las mejores universidades de Bogotá, en cuanto a ingenierías y la carrera de Economía y Finanzas. Así mismo, fue director del Fondo Universitario Nacional (actual ICFES) y miembro del Consejo Superior de la Universidad Central y del Consejo Directivo del ICFES. 
Era muy conocido en su faceta de académico. Fue el miembro más antiguo de la Academia Colombiana de la Lengua además de su director y director del Instituto de Cultura Hispánica de Colombia. También es miembro de Honor e integrante del Consejo Directivo del Instituto Caro y Cuervo, presidente del Colegio Máximo de las Academias Colombianas, y conferencista invitado de la Universidad de Salamanca.

## Obra
Posada Díaz escribió varios libros y numerosos ensayos relativos a temas históricos y literarios, así como a ciencia política, ideas sociales y asuntos internacionales. También trabajó como periodista para el diario El Tiempo en todas las facetas posibles desde columnista a jefe de redacción, desde editorialista a director del suplemento literario "Lecturas Dominicales". También formó parte del consejo superior de la revista Nómadas.

## Publicaciones
- La democracia liberal, 1953
- La crisis moral colombiana, 1955
- La revolución democrática, 1955
- Universidad, democracia y país, 1957
- Una política educativa para Colombia, 1962
- Un gran americano: Alberto Lleras creador de la moderna OEA, 1998
- Heraldos del pueblo: visiones de una historia distinta, 2000
- Alberto Lleras Camargo, una semblanza documental, 2001
- Panorama de lingüistas del siglo XX, 2001
- Don Antonio Nariño apóstol de libertades, 2007
- Historia, actualidad y porvenir del liberalismo colombiano, 2009
- Utopía de la universidad, 2012